# 自由意志黨 (阿根廷)
自由意志黨（西班牙語：Partido Libertario，縮寫為PL）是目前阿根廷的執政黨。此政黨的意識形態包括社會保守主義和右翼自由意志主義，支持經濟自由主義和小政府主義。此政黨目前由阿根廷總統哈維爾·米萊領導，他在2023年阿根廷初步选举中獲得29.86%的選票排名第一，在2023年阿根廷总统选举第一輪決選中排名第二，随后在第二輪決選中获胜。此政黨也是自由前進政黨聯盟的成員黨之一，而此政黨聯盟也是由哈維爾·米萊所領導。
此政黨自称其意識形態主要為自由意志主義，支持自由市場和一個小型、世俗的國家。然而，此政黨的支持者也有不同政治立場，包括古典自由主義、保守主義、無政府資本主義等。
此政黨有獲得在國家級選舉中，支持特定候選人的資格。自由意志黨的總黨部執行委員會在阿根廷多個省分的自由意志主義領導人參與下成立於羅薩里奧。執行委員會的主席是在布宜諾斯艾利斯市議會擔任議員的拉米羅·馬拉。此外，自由意志黨被承認為國家級政黨，在阿根廷的11個行政區劃，包括布宜諾斯艾利斯中擁有黨部。

## 歷史
此政黨於2018年時由阿根廷各地年輕人所籌組建立。他們支持當時在媒體中知名的經濟學家哈維爾·米萊，並由社群媒體和辯論論壇中得知彼此結交。在2019年2月23日，在布宜諾斯艾利斯舉辦的自由意志黨政黨活動中，米萊公開地宣布加入了自由意志黨，並被指派為榮譽主席。

### 總統選舉
| 選舉年 | 候选人                                           | 得票數                      | 得票百分比     | 联盟     | 图像 |
| ------ | ------------------------------------------------ | --------------------------- | -------------- | -------- | ---- |
| 2019年 | 何塞·路易斯·埃斯佩特（無黨籍，獲自由意志黨背書） | 394,207                     | 1.47%（落選）  | 覺醒陣線 |      |
| 2023年 | 哈维尔·米莱                                      | 14,345,078 (決選第二輪投票) | 55.75%（當選） | 自由前進 |      |

### 議會選舉
| 選舉年 | 得票數    | 得票百分比 | 眾議員當選人數 | 参议员當選人數 | 政黨联盟 |
| ------ | --------- | ---------- | -------------- | -------------- | -------- |
| 2019年 | 6,440     | 0.31%      | 0              | 0              | 覺醒陣線 |
| 2021年 | 358,377   | 1.54%      | 1 (+1)         | 0              | 自由前進 |
| 2023年 | 6,788,400 | 27.90%     | 4 (+3)         | 1 (+1)         | 自由前進 |